# Paraborkhausenites
Paraborkhausenites is een geslacht van vlinders van de familie sikkelmotten (Oecophoridae), uit de onderfamilie Oecophorinae.

## Soorten
- P. innominatus Kusnetzov, 1941
- P. vicinella (Rebel, 1935)